# 光徳寺 (南砺市)
光德寺（こうとくじ）は、富山県南砺市（旧福光町）西部の法林寺集落にある真宗大谷派の寺院である。山号は「躅飛山」。
光徳寺は、真宗大谷派の越中における代表的寺院である城端別院善徳寺と同じ起源を持つ。加越国境の砂子坂道場から発祥したと伝えられ、福光地方を代表する真宗寺院と位置付けられている。また、1940年代には版画家の棟方志功が滞在しており、志功の作品を多数収蔵していることでも知られる。

## 歴史

### 創建
『元和九年光徳寺縁起之記録』によると、光徳寺の開祖は高坂治郎尉という人物であったと伝えられる。高坂治郎尉は高坂四郎左衛門という武士の弟であったが、兄に実子がいなかったため地位を継承した。その後、文明3年（1471年）に吉崎滞在中の本願寺8代蓮如の下を訪れ道乗という法名と阿弥陀如来の御絵像を与えられたという。
一方、本願寺5代綽如の三男周覚（玄真）の末裔は北陸方面で布教を行ったことで知られており、特に「中通り道」と呼ばれる交通路上に真宗寺院を創建していた。加賀受徳寺栄玄が残した『栄玄聞書』には、「蓮如上人が吉崎に住まわれていた頃、加州河北三番砂子坂の道乗が本尊を望んだが、この人物は越前桂島照護寺の門徒であった」旨の記述がある。これと対応するように、『善徳寺縁起』は「蓮如上人が吉崎に滞在していた頃、吉崎から井波瑞泉寺に向かう際に『砂子坂の周覚が布教していた旧地』に立ち寄り、道場を建立するよう手配し周覚の孫蓮真に委ねた」と伝える。
これらの記録により、周覚の後裔が越前-加賀-越中を結ぶ「中通り」沿いに教線を伸ばす中で、越前照護寺の門徒となった道乗（＝高坂治郎尉）が砂子坂で道場を開いていたことが分かる。なお、砂子坂に堂宇が建立された時、蓮如は先に下賜した阿弥陀如来像を元に金銅の御象を鋳造し、これが光徳寺の本尊とされたという。この時、蓮如自らがたたらを踏んで「新保極楽、荒山地獄、花の名所は砂子坂」と歌ったと伝承されている。この逸話は、砂子坂道場を支えていた者たちが鋳物師集団であったことを反映しているのではないかと考えられ、実際に現在も砂子坂集落にはタタラ場跡が残されている。

### 移転

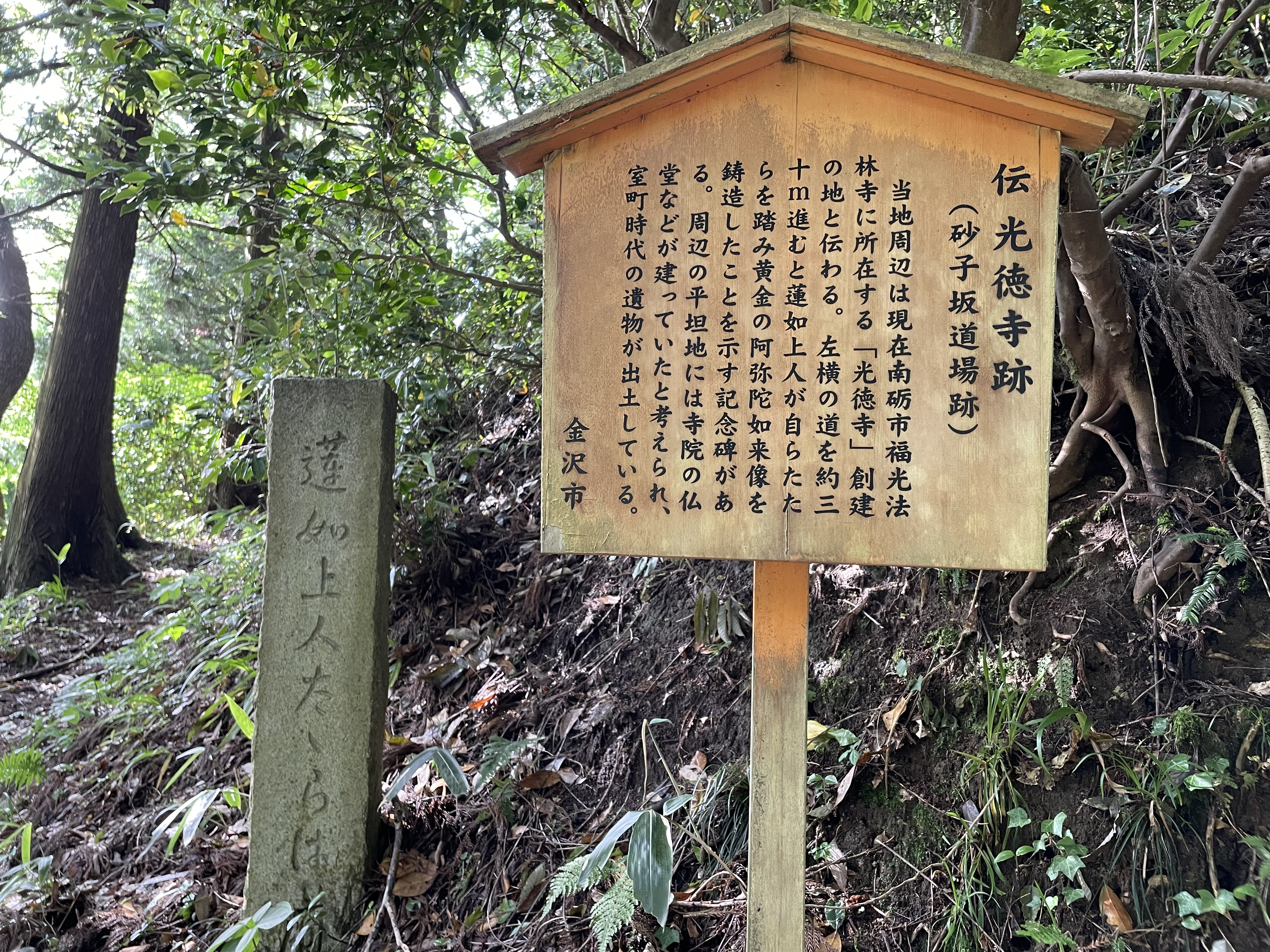
砂小坂の光徳寺跡

文明年間、蓮如の吉崎滞在によって北陸地方では爆発的に真宗門徒が増大し、これを危険視した加賀守護富樫政親は文明7年（1475年）中に真宗門徒を弾圧した。富樫政親が加賀国石川・河北両郡を制圧したことにより、河北郡の井上荘を拠点とする高坂氏は加賀国において立場を失い、その庇護下にあった砂子坂の蓮真も越中方面に進出せざるを得なくなった。以後、蓮真の系譜は砂子坂を離れ、山本・福光を経て城端善徳寺へと発展していくこととなる。一方、道乗の後裔は蓮真の一族が去った後も砂子坂に残り、光徳寺を興すこととなった。
これ以後、戦国時代を通じて砂子坂系列の寺院は砺波郡石黒地方に勢力を拡大した。光徳寺所蔵『文禄三年砂子坂末寺之覚帳』によると、文禄3年（1594年）までに砂子坂道場は法林寺・山本・岩木・三屋などに末寺を増やしている。これらの地域はかつて福光石黒家が支配していた石黒荘石黒郷であったが、高坂四郎左衛門も参戦した田屋川原の戦いによって福光石黒家は既に滅んでいた。光徳寺の石黒地域での勢力拡大は、かつての福光石黒家の支配地を、石黒家庶流の高坂氏が再度掌握していったという側面を有していた。
戦国時代を通じて砂子坂道場は道乗から乗慶・乗誓・道専へと受け継がれたが、道専没後の天正18年（1590年）11月9日に砂子坂の堂宇は落雷により焼失してしまった。この時高坂家の系図や宝物は燃えてしまったが、本尊のみは火中から飛び失せて躑躅の上に鎮座し残ったという伝承が、「躅飛山」という山号の由来となる。その後、道専の息子光乗坊は文禄4年に砂子坂を去り、加賀国田近郷二日市村（現津幡町付近）に本尊を移した。慶長19年（1614年）、法林寺村にある末寺の旦那の働きかけにより、光乗坊は初めて法林寺地域に移り、以後現在に至るまでこの地に寺院を構えている。

### 近現代

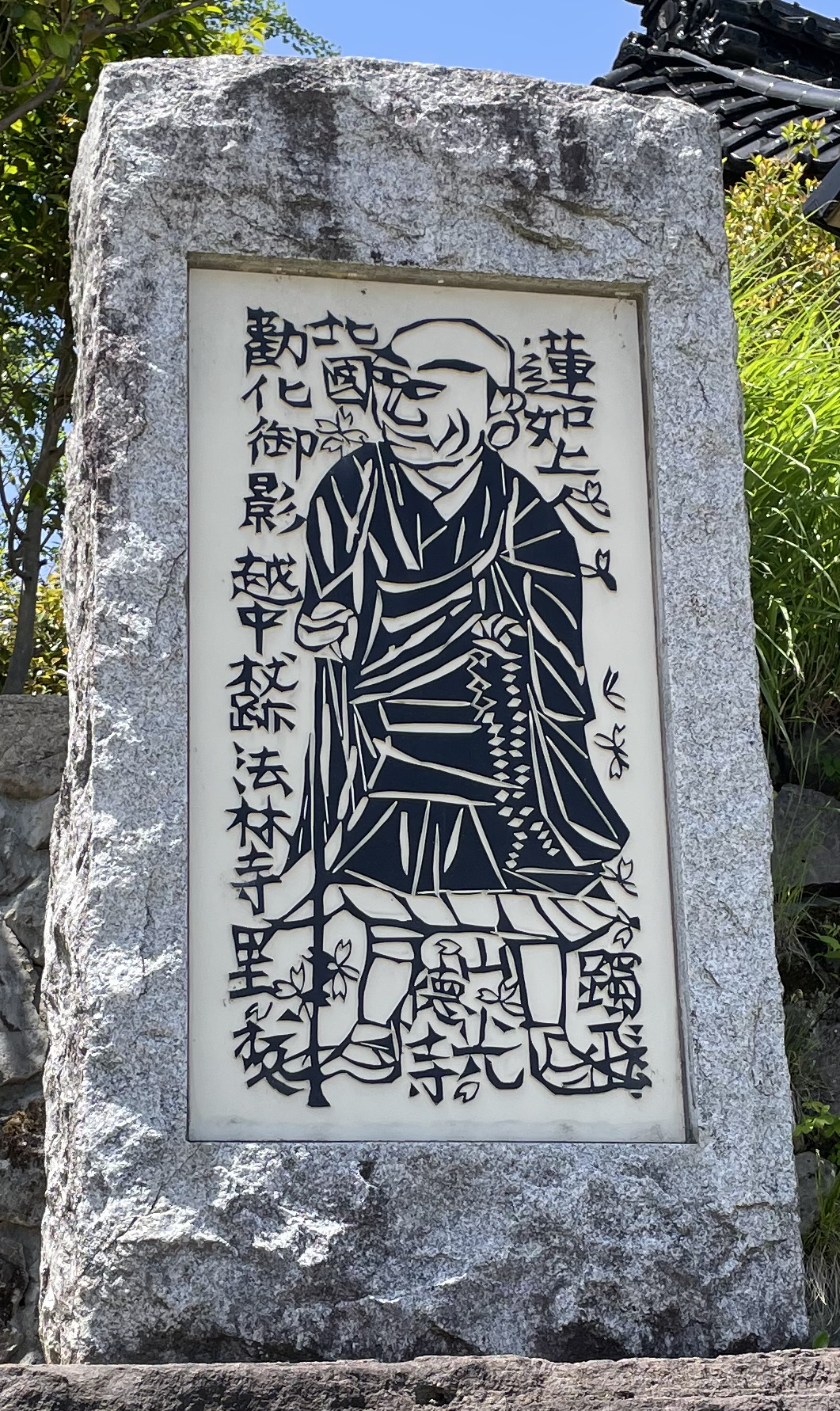
光徳寺山門に立てられた蓮如上人図

明治維新後、いわゆる廃仏毀釈によって寺院の地位が悪化すると、福光地域では僧侶たちが光徳寺に集って仏教排斥への対抗を協議した。僧侶たちは示威的手段を取ろうとして一時騒然とした雰囲気となったが、事態を憂慮した十村たちが藩庁へ事態を収拾するよう請願したこともあり、目立った衝突なく事態は収束したとされる。
第二次大戦が勃発すると、版画家として著名な棟方志功が1945年（昭和20年）4月より光徳寺に疎開してきた。1946年（昭和21年）には福光の街中に「鯉雨画斎（現愛染苑）」を築いて光徳寺から移ったが、福光滞在中に作成した作品の多くが今も光徳寺に収蔵されている。また、棟方志功福光滞在中に残した短歌の歌碑が境内に立てられている。

## 文化財
南砺市指定文化財
- 文明18年『蓮如書状』
- 文禄3年『砂子坂末寺之覚帳』

## 観光情報

### 営業時間
- 9:00～17:00[1][2]

### 定休日
- 火・水・木曜（祝日は営業）[1][2]

### 拝観料
- 一般500円[1][2]

### アクセス
- JR城端線福光駅から金沢行バスで6分、華山温泉前で下車後徒歩5分[1][2]
- 東海北陸自動車道福光ICから車で15分[1][2]

## 近隣情報
- 道の駅福光
- 南砺市立福光美術館
- 福光華山温泉
- 法林寺温泉